# Государь, Царь и Великий Князь всея Руси
Государь, Царь и Великий Князь всея Руси — официальный титул монарха Русского царства.

## Полный титул
Во время правления разных царей полный титул был разным. Например, полный государев титул Алексея Михайловича звучал так:
«Божіею милостію, Мы Великій Государь, Царь и Великій Князь Алексѣй Михайловичъ, всея Великія и Малыя и Бѣлыя Россіи Самодержецъ, Московскій, Кіевскій, Владимірскій, Новгородскій, Царь Казанскій, Царь Астраханскій, Царь Сибирскій, Государь Псковскій и Великій Князь Тверскій, Югорскій, Пермскій, Вятскій, Болгарскій и иныхъ, Государь и Великій Князь Новагорода Низовскія земли, Черниговскій, Рязанскій, Ростовскій, Ярославскій, Бѣлоозерскій, Удорскій, Обдорскій, Кондинскій и всея Сѣверныя страны Повелитель, и Государь Иверскія земли, Карталинскихъ и Грузинскихъ Царей и Кабардинскія земли, Черкасскихъ и Горскихъ Князей и инымъ многимъ Государствамъ и Землямъ Восточнымъ и Западнымъ, и Сѣвернымъ Отчичъ и Дѣдичъ, и Наслѣдникъ, и Государь и Обладатель».

## История принятия титула

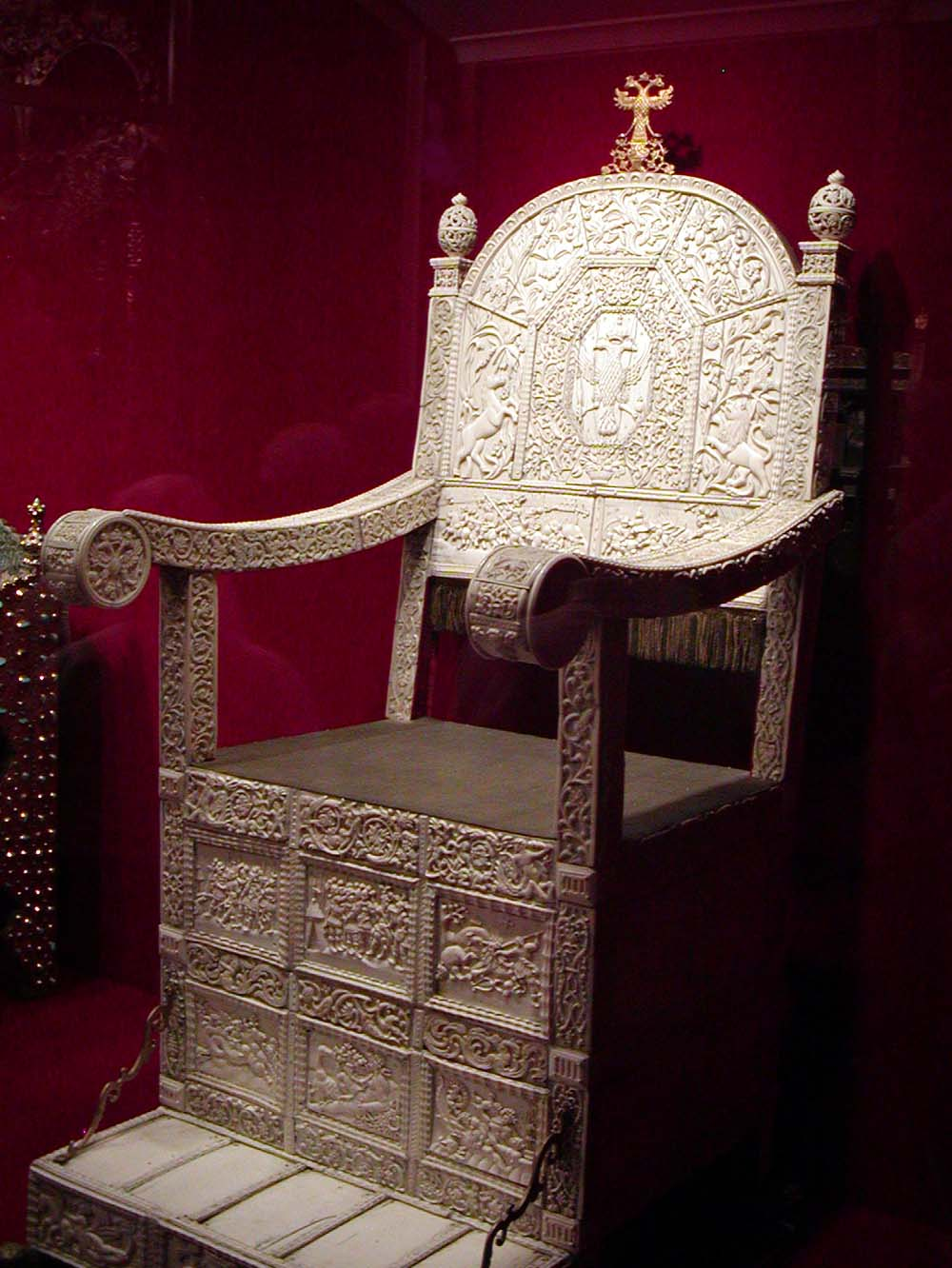
Трон Ивана IV (по современной версии)

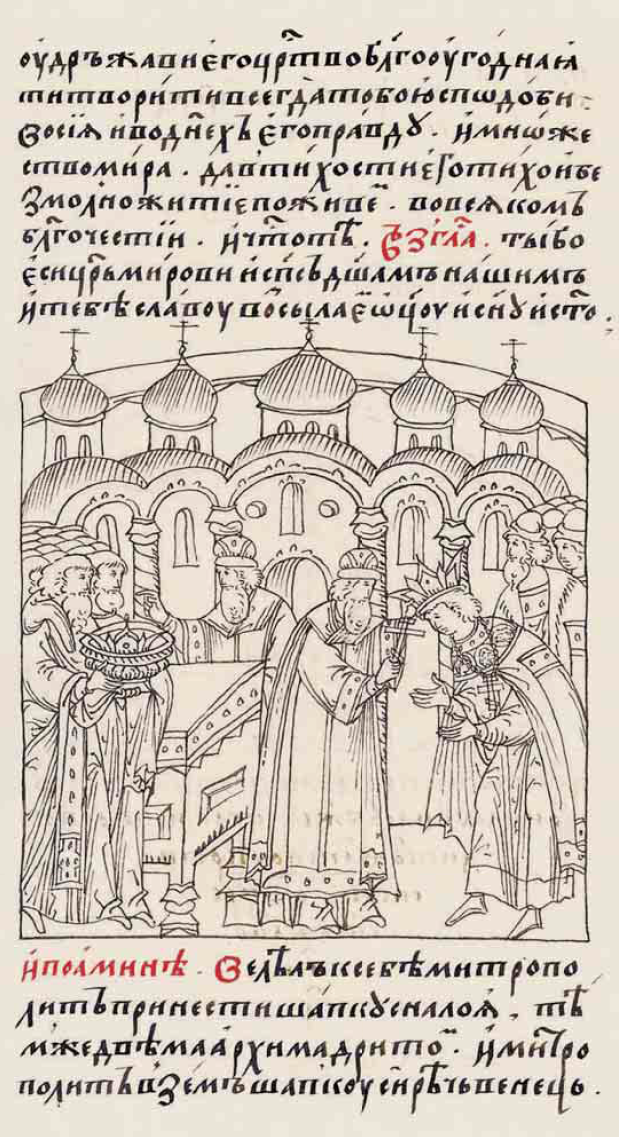
Венчание на царство Ивана Грозного (Лицевой летописный свод, Царственная книга, л. 288.)

Первый Великий князь Владимирский, а именно таков был главный титул всех правителей Руси с 1243 года, когда Ярослав Всеволодович, князь Владимирский, был вызван в Орду и признан монголами старейшим среди всех русских князей, который стал называть себя Государь стал Иван III, после женитьбы на Софии Палеолог. Титул еще не устоялся и часто менялась трактовка, например: «Иван Божией милостию государь всеа Руси и великий князь Владимирский, и Московский, и Новгородский, и Псковский, и Тверской, и Югорский, и Пръмскы, и Болъгарский и иных». В это же время объединенные княжества начинают называть государством, а в обиход входит названия «Рус(с)ия» или «Рос(с)ия».
Василий III Иванович в договоре от 1514 года с императором Священной Римской империи Максимилианом I впервые в истории Руси назван на межгосударственном уровне царем («kayser») русов. Грамота Максимилиана I, титулующая Василия III императором, была опубликована Петром I в качестве инсигнии для его личных прав на коронацию императором. Слово «царь» имеет общее происхождение со словами «кайзер», «цесарь» и происходит от латинского слова Caesar —В ранней Римской империи термин обозначал когномен наследников Гая Юлия Цезаря, а в поздней – титул соправителя Августа.
Полный титул Василия III после 1514 года выглядел следующим образом: «Божьей милостью царь и государь всеа Русии и великий князь Владимирский, Московский, Новгородский, Псковский, Смоленский, Тверской, Югорский, Пермский, Вятский и Болгарский, и иных, государь и великий князь Новогорода Низовские земли, и Черниговский, и Рязанский, Волотский, Ржевский, Белёвский, Ростовский, Ярославский, Белозерский, Удорский, Обдорский и Кондинский».
На лицевой стороне печати Василия III имелась надпись: «Великий Государь Василий Божией милостью царь и господин всея Руси». На оборотной стороне значилось: «Владимирской, Московской, Новгородской, Псковской и Тверской, и Югорьской, и Пермской, и многих земель Государь».
Первое известное венчание на царство было совершено 4 февраля 1498 года. Его совершил по византийскому обряду великий князь Московский Иван III в отношении своего внука Дмитрия Ивановича, который с 1498 по 1502 год был формальным соправителем деда. Совершено оно было в связи с преждевременной кончиной от болезни старшего сына и наследника Ивана Молодого, несмотря на то, что живы были ещё младшие сыновья великого князя — в соответствии с принципом примогенитуры, в обход лествичного права. Дмитрий не короновался, поэтому царем никогда не назывался.
Сын Василия III, внук Софии Палеолог Иван IV Грозный впервые как глава государства короновался (и с того времени систематически использовал титул царь) в 1547 году. Помазания на царство этот обряд не предусматривал. В 1561 году греческое духовенство преподнесло Ивану книгу царского венчания императоров Византии. Тогда же был составлен чин венчания на царство (вероятный автор — митрополит Макарий). При этом обряд был переведен с греческого неверно и помазание на царство было отождествлено с миропомазанием.
Венчание на царство Феодора Иоанновича 31 мая 1584 года было первым, целостно следовавшим переосмысленному византийскому чину с «великим выходом» государя и придворных в Успенский собор (где были устроены особые царские места) и вручением ему «яблока державного». Позднее великий выход осуществлялся на Золотое крыльцо Грановитой палаты.
13 декабря 1546 года Иван Васильевич впервые высказал митрополиту Макарию намерение жениться, а перед этим Макарий предложил Ивану IV Грозному венчаться на царство.
Ряд историков (Николай Костомаров, Руслан Скрынников, Владимир Кобрин) полагает, что инициатива принятия царского титула не могла исходить от 16-летнего юноши. Скорее всего, важную роль в этом сыграл митрополит Макарий. Упрочнение власти царя также было выгодно его родне по материнской линии. Василий Ключевский придерживался противоположной точки зрения, подчёркивая рано сформировавшееся у государя стремление к власти. По его мнению, «политические думы царя вырабатывались тайком от окружающих», идея о венчании стала полной неожиданностью для боярства.
Древнее «греческое царство» с его боговенчанными правителями всегда было образцом для православных стран, однако оно пало под ударами неверных. Москва в глазах православных русских людей должна была стать наследницей Царяграда-Константинополя. Торжество самодержавия олицетворяло и для митрополита Макария торжество Православной веры, так сплелись интересы царской и духовных властей (Филофей). В начале XVI века все большее распространение получает признание и идея божественного происхождения власти государя. Одним из первых об этом заговорил Иосиф Волоцкий. Иное осмысление верховной власти протопопом Сильвестром позднее привело к ссылке последнего. Мысль о том, что самодержец обязан во всем подчиняться Богу и его установлениям, проходит через всё «Послание царю».
16 января 1547 года в Успенском соборе Московского Кремля состоялась торжественная церемония венчания, чин которой был составлен митрополитом. Митрополит возложил на Ивана знаки царского достоинства: крест Животворящего Древа, бармы и шапку Мономаха; Иван Васильевич был помазан миром, а затем митрополит благословил царя.
После венчания родня Ивана упрочила своё положение, добившись значительных выгод, однако после Московского восстания 1547 года род Глинских потерял всё своё влияние, а юный правитель убедился в разительном несоответствии между его представлениями о власти и реальным положением дел.

Позднее, в 1558 году Константинопольский патриарх Иоасаф II сообщал Ивану Грозному, что «царское имя его поминается в Церкви Соборной по всем воскресным дням, как имена прежде бывших Греческих Царей; это повелено делать во всех епархиях, где только есть митрополиты и архиереи», «а о благоверном венчании твоём на царство от св. митрополита всея Руси, брата нашего и сослужебника, принято нами во благо и достойно твоего царствия». «Яви нам, — писал Иоаким, патриарх Александрийский, — в нынешние времена нового кормителя и промыслителя о нас, доброго поборника, избранного и Богом наставляемого Ктитора святой обители сей, каков был некогда боговенчанный и равноапостольный Константин… Память твоя пребудет у нас непрестанно не только на церковном правиле, но и на трапезах с древними, бывшими прежде Царями».
Бж҃їею млⷭ҇тїю, вели́кїй гдⷭ҇рь цр҃ь и҆ вели́кїй ки҃зь і҆ѡа́ннъ васи́лїевичъ всеѧ̀ рꙋ́сїи, влади́мїрскїй, моско́вскїй, вовогоро́дскїй, цр҃ь каза́нскїй, цр҃ь а҆страха́нскїй, гдⷭ҇рь пско́вскїй, вели́кїй ки҃зь смоле́нскїй, тверскі́й, ю҆́горскїй, пе́рмскїй, вѧ́тскїй, болга́рскїй и҆ и҆ны́хъ, гдⷭ҇рь и҆ вели́кїй ки҃зь новаго́рода ни́зовскїѧ землѝ, черни́говскїй, рѧза́нскїй, по́лоцкїй, росто́вскїй, ꙗ҆росла́вскїй, бѣлоѻзе́рскїй, ᲂу҆до́рскїй, ѻ҆бдо́рскїй, конді́йскїй и҆ и҆ны́хъ, и҆ всеѧ̀ сиби́рскїѧ землѝ и҆ сѣ́верныѧ страны̀ повели́тель, и҆ гдⷭ҇рь зе́мли вифлѧ́нской и҆ и҆ны́хъ.
Новый титул позволял занять существенно иную позицию в дипломатических сношениях с Западной Европой. Великокняжеский титул переводился как «великий герцог», титул же «царь» в иерархии стоял наравне с титулом император.
Безоговорочно титул Ивана уже с 1555 года признавался Англией, чуть позже последовала Испания, Дания и Флорентийская республика. В 1576 году император Максимилиан II, желая привлечь Грозного к союзу против Турции, предлагал ему в будущем престол и титул «всходного [восточного] цесаря». Иоанн IV отнёсся совершенно равнодушно к «цесарству греческому», но потребовал немедленного признания себя царём «всея Руси», и император уступил в этом принципиально важном вопросе, тем более, что ещё Максимилиан I титуловал Василия III «Божиею милостью цесарем и обладателем всероссийским и великим князем». Гораздо упорнее оказался папский престол, который отстаивал исключительное право пап предоставлять королевский и иные титулы, а с другой стороны, не допускал нарушения принципа «единой империи». В этой непримиримой позиции папский престол находил поддержку у польского короля, отлично понимавшего значение притязаний Москвы. Сигизмунд II Август представил папскому престолу записку, в которой предупреждал, что признание папством за Иваном IV титула «Царя всея Руси» приведёт к отторжению от Польши и Литвы земель, населённых родственными московитам «русинами», и привлечёт на его сторону молдаван и валахов. Со своей стороны Иоанн IV придавал особенное значение признанию его царского титула именно Польско-Литовским государством, но Польша в течение всего XVI века так и не согласилась на его требование. Так один из преемников Ивана IV его мнимый сын Лжедмитрий I использовал титул «цесаря», но Сигизмунд III, который помог ему занять московский престол, официально именовал его просто князем, даже не «великим».

## Использование титула государь
На ранних монетах Ивана Грозного имелась надпись «князь великий Иван Васильевич господарь всея Руси». После внедрения царского титула, слово «господарь», а затем «государь» входило в титул российских царей, но уже больше никогда не стояло вплотную к словам «Всеꙗ Русіи».

## Список царей
| Портрет               | Имя | Герб | Начало          | Конец           |
| --------------------- | --- | ---- | --------------- | --------------- |
|                       | Иван IV Грозный |      | 16 января 1547  | 28 марта 1584   |
|                       | Фёдор I Иванович |      | 28 марта 1584   | 17 января 1598  |
|                       | Борис Годунов |      | 27 февраля 1598 | 23 апреля 1605  |
|                       | Фёдор II Годунов (венчан на царство не был; убит) |      | 23 апреля 1605  | 11 июня 1605    |
|                       | Лжедмитрий I (убит) (Как Дмитрий Иванович) |      | 11 июня 1605    | 27 мая 1606     |
|                       | Василий IV Шуйский (низложен) |      | 29 мая 1606     | 29 июля 1610    |
| Владислав IV в 18 лет | Владислав Жигимонтович (Владислав IV Ваза) (номинально Государь, Царь и Великий князь всея Руси, с его именем чеканили монеты, но в Москву не прибыл, православие не принял, венчан на царство не был) |      | 27 августа 1610 | 26 октября 1612 |
|                       | Михаил Фёдорович |      | 3 марта 1613    | 23 июля 1645    |
|                       | Алексей Михайлович |      | 24 июля 1645    | 8 февраля 1676  |
|                       | Фёдор III Алексеевич |      | 8 февраля 1676  | 7 мая 1682      |
|                       | Иван V Алексеевич |      | 7 мая 1682      | 8 февраля1696   |
|                       | Пётр I Великий (в 1721 году принял титул императора) |      | 7 мая 1682      | 2 ноября1721    |

Статистика
Всего 11 царей — 4 мужчины, 7 которые вступили в юности.
Самое долгое правление у Ивана Грозного— правил 50 лет и 105 дней (37 лет как самостоятельный правитель).
Самое короткое правление у Фёдора II Годунова — правил 2 месяца и прожил самую короткую жизнь — 16 лет.
Самый возрастной царь на момент вступления в должность — Василий IV Шуйский — принял титул в 53 года. Также он прожил самую долгую жизнь — 59 лет.
Самый молодой царь на момент вступления в должность — Пётр I с Иваном V вступил в должность в 10 лет. Правил номинально при регентстве Софьи Алексеевны.

## Упразднение титула
Титул был упразднён при Петре I. После победы в Северной войне и подписании Ништадтского мирного договора в сентябре 1721 году Сенат и Синод решили преподнести Петру титул Императора Всероссийского со следующей формулировкой: «как обыкновенно от римского сената за знатные дела императоров их такие титулы публично им в дар приношены и на статутах для памяти в вечные роды подписываны».
22 октября (2 ноября) 1721 года Пётр I принял титул. Пруссия и Нидерланды немедленно признали новый титул русского Царя, Швеция в 1723, Турция в 1739, Великобритания и Австрия в 1742, Франция в 1745, Испания в 1759 и, наконец, Речь Посполитая в 1764 году. Российское государство, соответственно, стало называться Российской империей (Русской империей).